# Lokaal en Provinciaal Kiesdecreet
Het Lokaal en Provinciaal Kiesdecreet van 8 juli 2011 is het Vlaams decreet dat de organisatie van de lokale (gemeentelijke) en provinciale verkiezingen regelt in het Vlaams Gewest. Voluit heet dit decreet het decreet houdende de organisatie van de lokale en provinciale verkiezingen en houdende wijziging van het Gemeentedecreet van 15 juli 2005, het Provinciedecreet van 9 december 2005 en het decreet van 19 december 2008 betreffende de organisatie van de openbare centra voor maatschappelijk welzijn.

## Context
Sinds 1 januari 2002 (vijfde staatshervorming) zijn in België de drie gewesten bevoegd voor de organisatie van de lokale en provinciale organen en verkiezingen. Tot dan toe werd dit nationaal geregeld. De organieke wetgeving werd in Vlaanderen vervangen met het Gemeentedecreet en het Provinciedecreet. Met dit Lokaal en Provinciaal Kiesdecreet kregen ook de nationale Provinciekieswet van 1921 en de Gemeentekieswet van 1932 een Vlaamse opvolger, al blijven enkele bepalingen van die wetten gelden.
Het decreet is aldus van toepassing op de organisatie van de verkiezingen voor:
- de gemeenteraad in alle 300 gemeenten van het Vlaamse Gewest
- de stadsdistrictraad in alle gemeenten van het Vlaamse Gewest (de facto enkel de districten van de stad Antwerpen)
- de provincieraad in alle vijf de provincies van het Vlaamse Gewest
- de schepenen en de raad voor maatschappelijk welzijn in de zes randgemeenten en Voeren, waar ze rechtstreeks verkozen worden

Ook kwam er het Digitaal Kiesdecreet van 25 mei 2012, voor wat betreft het gebruik van een digitaal stemsysteem.
Het decreet ‘Versterking lokale democratie’ van 16 juli 2021 (door de regering-Jambon) wijzigde ook een aantal zaken in het kiesdecreet, zoals het afschaffen van de opkomstplicht.
Sinds het kiesdecreet zijn er driemaal lokale verkiezingen georganiseerd, op 14 oktober 2012, op 14 oktober 2018 en op 13 oktober 2024.

## Inhoud
Het decreet bestaat uit zes delen en een bijlage:
- Deel 1: Inleidende bepalingen
- Deel 2: Voor de verkiezingsdag
  - Datum
  - Aantal mandaten
  - Kiesvoorwaarden en kiezerslijst
  - Verkiesbaarheidsvoorwaarden
  - Kandidatenlijst
- Deel 3: Op de verkiezingsdag
  - De stemming, de telling en zeteltoewijzing
- Deel 4: Na de verkiezingsdag
  - Beperking en controle van de verkiezingsuitgaven
  - Bezwaar bij de Raad voor Verkiezingsbetwistingen en beroepsprocedure bij de Raad van State
  - Buitengewone verkiezingen
- Deel 5: Algemene bepalingen
  - Strafbepalingen (inclusief m.b.t. opkomstplicht)
  - Taalgebruik
  - De kosten
  - De waarnemers
- Deel 6: Slotbepalingen
- De bijlage legt de indeling in provinciedistricten vast